# Rei do Baile
Rei do Baile é uma canção do cantor de funk carioca Sapão lançada no dia 16 de junho de 2015, Sapão gravou a música original "Rei do baile" em 2012 e no versão de 2015, contou com a participação de Mr Catra e do MC Guimê. 

## Videoclipe
O clipe de Rei do Baile foi gravado no salão nobre do Fluminense Futebol Club, localizado no bairro das Laranjeiras, na Zona Sul do Rio de Janeiro, MC Sapão mobilizou uma equipe com mais de 130 pessoas para a gravação do clipe. As filmagens, cuja produção foi orçada em cerca de R$ 200 mil. 
| “ | "Levamos cerca de 8 meses para chegarmos nesse formato do clipe que conta a história de um gangster do funk, um poderoso homem que é o dono de um camarote luxuoso dentro de uma festa também muito luxuosa e que retrata bem essa questão da ostentação. O que existe até agora no mercado dentro do funk ostentação são clipes mostrando carrões importados, muito ouro, mansões e jet skys. Pensamos diferente e transferimos essa ideia para uma festa" | ” |

MC Marcelly, conhecida pelo sucesso "bigode grosso", participou das filmagens como uma garçonete da festa. Para contar a história do "gangster ostentação", a produção do clipe contou com a participação de 80 figurantes entre homens e mulheres e uma equipe com aproximadamente 130 pessoas incluindo maquiadores, produtores, técnicos operacionais entre outros.A quantidade de equipamentos ultrapassou uma tonelada e as imagens foram captadas em qualidade de cinema com câmeras móveis e gruas. Todo o equipamento utilizado foi de primeira linha,Justificando o valor de R$ 200 mil investido na produção.

### Equipe
| - Realização: K2L Empresariamento e Bellart Filmes - Direção: Isabelle Lopes - Roteiro: Sapão e Isabelle Lopes - Direção de Fotografia: Daniel Talento - Produção Executiva: Thiago Arraes - Cenografia: Leco Biagioni - Figurino: Carola Chede e Lívia Lemos - Edição: Diego Valente - Assistentes de Produção: Helen Sancho, Maico Salles, Ramón Pierre e Juliana Quintanilha - Assistentes de Cenografia: Renato Petit e Gustavo Nascimento - Colorista: Fernando Sequeira - 1o Assistente de Câmera: Marcelo Lince | - 2o Assistente de Câmera: Roberto Cermak - Gaffer: Arlindo Freitas - Maquinista: Harley Sabino - 1o Assistente de Elétrica: Raimundão - 2o Assistente de Elétrica: Rafael Martineau - Operador de Cammate: Marcelo Monteiro - Cabelo e Maquiagem: Vivi Gonzo, Andreia Jovito, Isabel Cristina, Camila Gonzo, Edi Gru e Ana Paula - Camareiros: Nelson Barbosa, Danielle Andrade e Solange Gaúcha - Participações Especiais: Mc Marcelly e Big Time Orchestra - Agradecimentos: Espumante Castellamare, Noise System, Night Line e Happy End - Aluguel de Roupas |

## Faixas
| Download digital |                |                |         |  |
| N.º              | Título         | Compositor(es) | Duração |  |
| 1.               | "Rei do Baile" | Sapão          | 3:30    |  |